# Râul Siminoc, Marea Neagră
Râul Siminoc este un curs de apă, un afluent de dreapta, care se varsă în Canalul Dunăre-Marea Neagră.

## Hărți
- Harta Județului Constanța